# Schülke & Mayr
Die Schülke & Mayr GmbH (im Außenauftritt seit 2007 nur noch schülke) mit Sitz in Norderstedt ist ein von den Hamburger Kaufleuten Rudolf Schülke und Julius H. Mayr 1889 gegründetes chemisches Industrieunternehmen im Bereich Infektionsschutz. Seit 2023 befindet sich Schülke im Besitz eines Konsortiums um das Athos Family Office von Andreas und Thomas Strüngmann.

## Geschichte

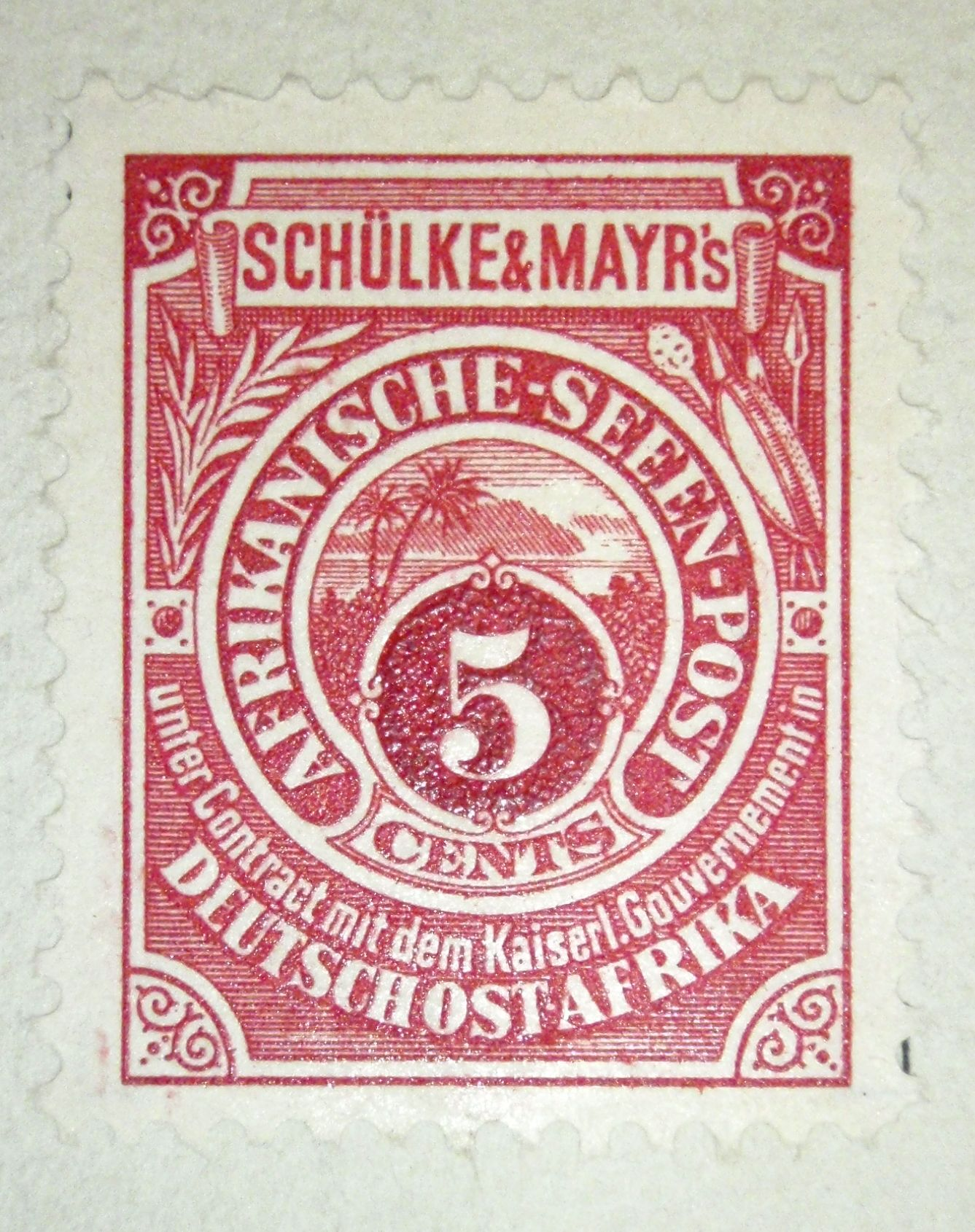
Briefmarke der Afrikanischen-Seen-Post von Schülke + Mayr 1892

Am 15. April 1889 gründeten der Schiffskapitän Rudolf Schülke († 1924) und der Amsterdamer Kaufmann Julius Mayr-Bertheau (geb. Mayr; † 1921) in Hamburg-Winterhude am Goldbekkanal die Firma Schülke & Mayr OHG.  Im gleichen Jahr erwarben sie – nach eingehender Prüfung auf Tauglichkeit durch den Bakteriologen Robert Koch – für 50.000 Goldmark das Weltpatent für die Herstellung von Lysol, ein wasserlösliches Desinfektionsmittel, das den Grundstein für die Expansion der Firma legte.
Lysol wurde als eine wichtige Grundlage für ein Überleben der europäischen Imperialisten in den afrikanischen, asiatischen und südamerikanischen Kolonialgebieten betrachtet.
1890 wurde am Victoriasee in der damaligen Kolonie Deutsch-Ostafrika von Schülke & Mayr eine Station zur Erprobung von Lysol und anderer medizinischer Erzeugnisse angelegt.
Schülke & Mayr führte ebenfalls vor Ort für das Jahr 1892 die private Afrikanische-Seen-Post mit eigener Briefmarkenserie zwecks Boten-Transporte von Daressalam zum Victoriasee, nach Tabora, Bukoba und Mwanza.
Durch den Einsatz von Lysol gelang die Bekämpfung der Choleraepidemie von 1892 in Hamburg, wofür dem Unternehmen 1893 von dem Nothstands-Comite der Freien und Hansestadt Hamburg die Bestätigung hilfreichen Bürgertums in Form einer Ehrenurkunde überreicht wurde.

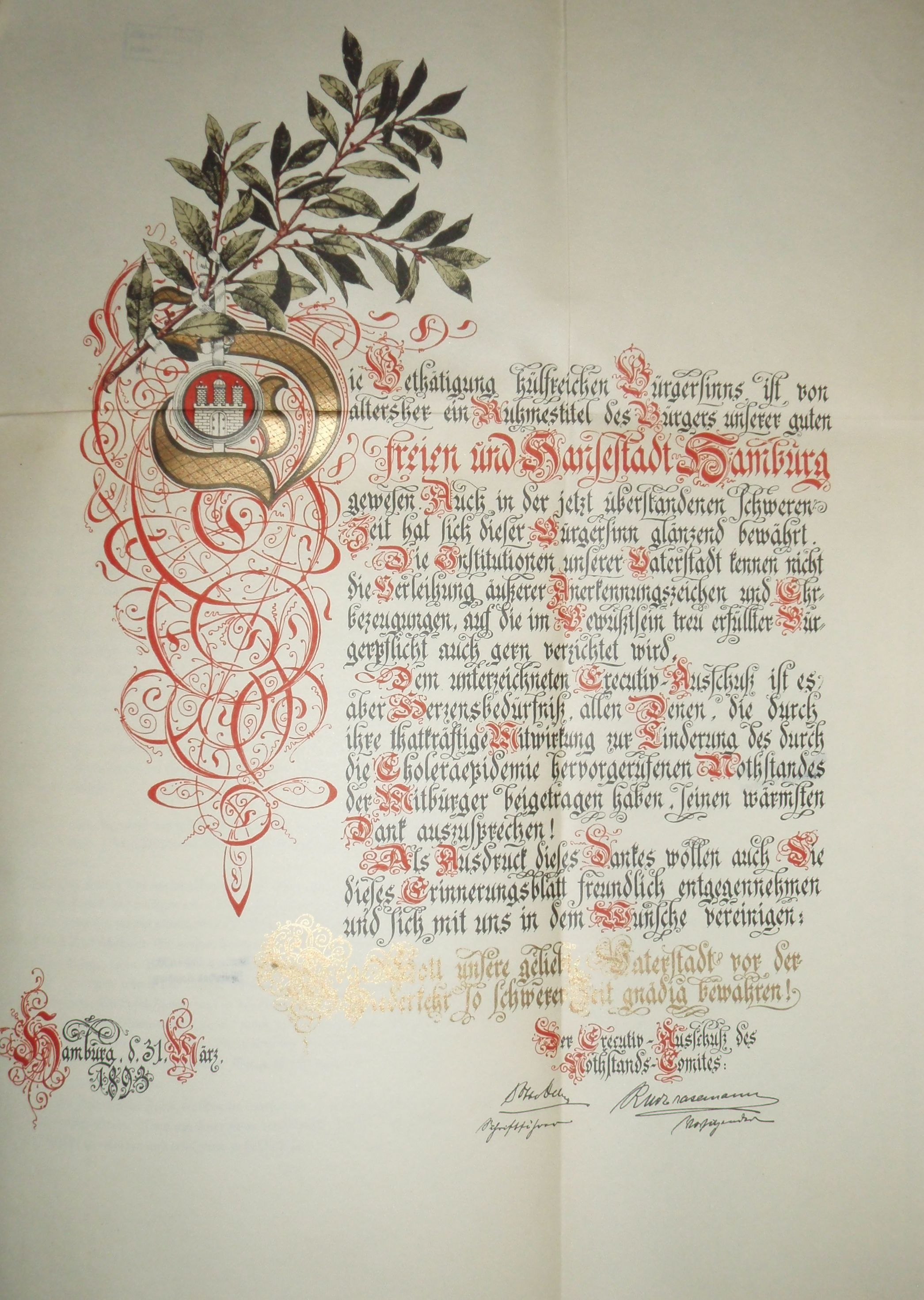
1893 Bestätigung hilfreichen Bürgertums

Das Unternehmen wurde 1911 in eine Aktiengesellschaft gewandelt. 1913 wurde das erste Markendesinfektionsmittel für den Endverbrauchermarkt mit dem Markennamen Sagrotan eingeführt. 1920 hatte der New Yorker Distributeur von pharmazeutischen Produkten und Lizenzproduzent von Sagrotan Lehn & Fink Inc 100 Prozent der Aktien übernommen. 1924 folgte der Einstieg in den Bereich der Konservierung mit dem ersten Markenbiozid für die Industrie mit dem Markennamen Grotan.
Sagrotan ist ein Akronym und setzt sich zusammen aus SAnus (lat. gesund), den ersten drei Buchstaben „GRO“ und dem „T“ von dem Nachnamen des damaligen Schülke & Mayr-Geschäftsführers Arnold GROeThuysen und der beliebigen Endung „AN“.

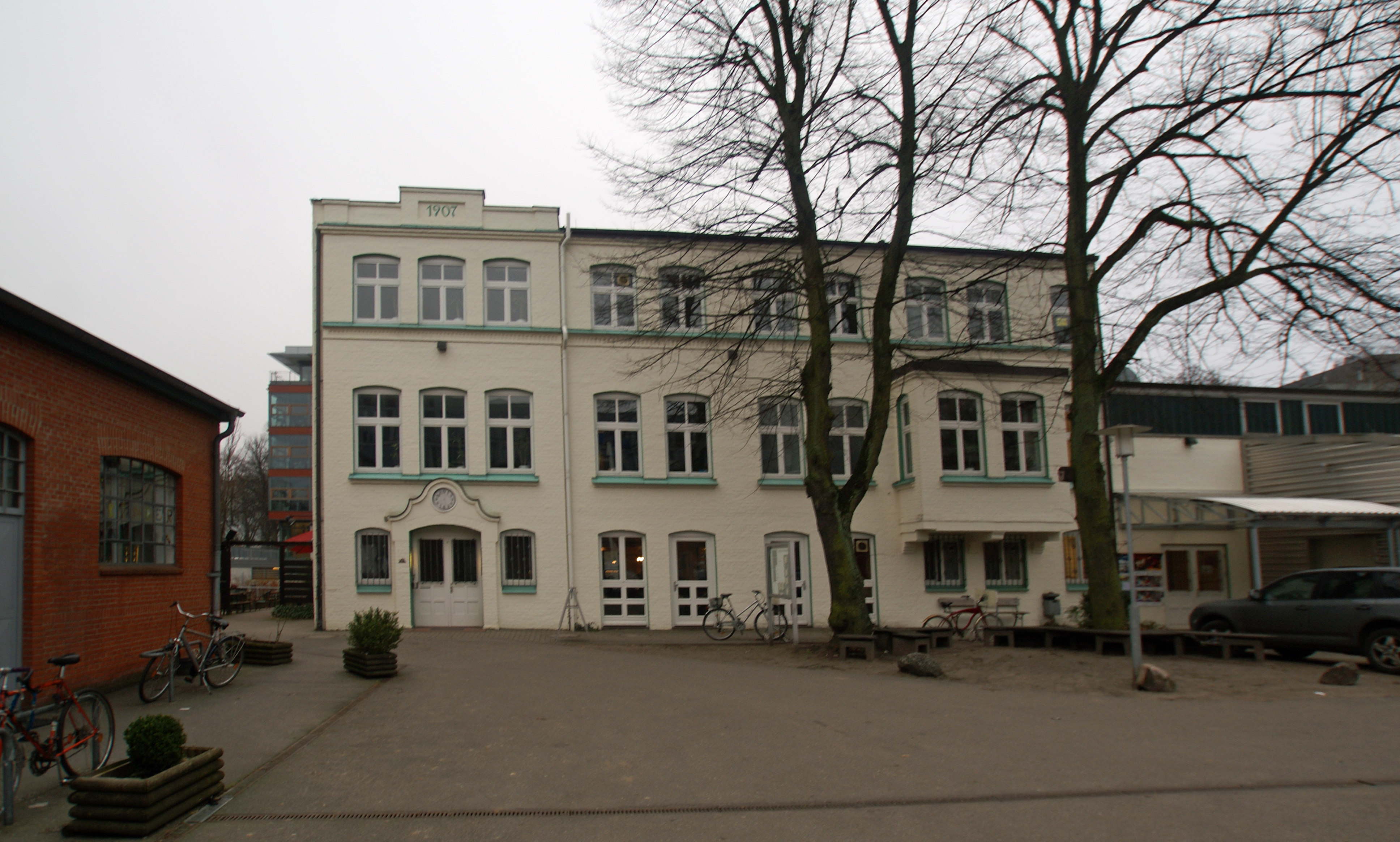
Ehemaliges Stammhaus Schülke & Mayr in Hamburg-Winterhude, heute Goldbekhaus

In der Zeit des Nationalsozialismus wurde das Unternehmen treuhänderisch von Kurt Bussmann aus der Hamburger Sozietät Wassermann/Fischer/Bussmann geführt.
Im Zeitraum von 1933 bis 1940 stieg die Desinfektionsmittelpulverproduktion von 290.000 auf 725.000 kg und der Gefolgschaftszuwachs von 88 auf 192 Personen.
Das Amt für Schönheit der Arbeit zeichnete am Ersten Mai 1941 Schülke & Mayr als Nationalsozialistischen Musterbetrieb mit der Goldenen Fahne aus. Während des Zweiten Weltkrieges wurden große Mengen Desinfektionsmittel für Lazarette benötigt, und somit wurden Ausweichbetriebe an weniger gefährdeten Orten errichtet. Die Zweigwerke lagen in Brand, einem kleinen Ort im Fichtelgebirge und in Wesel im Rheinland.
Die Schülke-&-Mayr-Produktionsstätten in Winterhude blieben im Zweiten Weltkrieg unversehrt, während die Chemischen Farben-Fabriken Beit & Co., welche unmittelbar an das Grundstück am Goldbekkanal grenzten, durch die Operation Gomorrha zu 80 Prozent zerstört wurden.

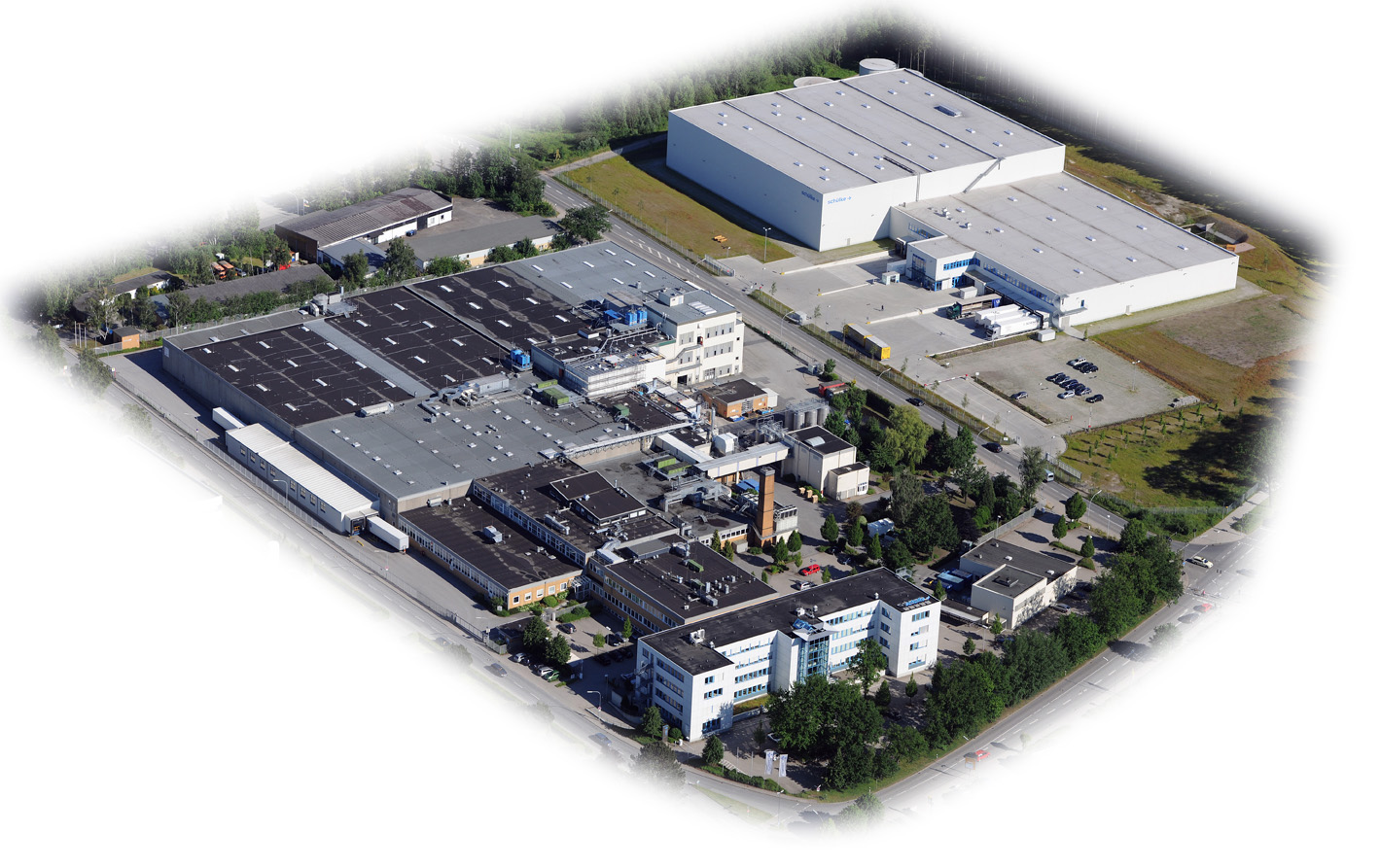
Werksgelände seit 1963 von schülke in Norderstedt

1952 wurde Schülke & Mayr in eine GmbH gewandelt und bezog – nach Grundsteinlegung am 15. Juni 1961 durch den damaligen Geschäftsführer Albert Obladen – im Jahr 1963 mit 320 Mitarbeitern seinen neuen Hauptsitz in Norderstedt-Glashütte bei Hamburg. 1966 wurde das Unternehmen von dem amerikanischen Arzneimittelkonzern Sterling Drug erworben, welches 1988 – und somit auch Schülke & Mayr – von der Eastman Kodak Company übernommen wurde.
Anteilseigner von Schülke & Mayr seit 1994 war der britische Reckitt & Colman-Konzern.
1990 wurde das Wund- und Schleimhautantiseptikum octenisept auf Basis des Wirkstoffes Octenidin eingeführt.
Ab 1996 war Schülke & Mayr Teil der französischen Air-Liquide-Gruppe. 1997 wurde der Markenname Sagrotan ausgegliedert und an Reckitt & Colman, heute Reckitt Benckiser verkauft. Nach Neugestaltung der eigenen Corporate Identity nennt sich Schülke & Mayr seit 2007 nur noch Schülke.
Im September 2009 hat das Unternehmen ein Logistikzentrum am Standort Norderstedt eröffnet.
Im September 2019 wurde das Produktportfolio von Schülke der technischen Biozide sowie der Öl- und Gasadditive an Vink Chemicals mit Sitz im Kakenstorf verkauft. Im Dezember 2019 wurde bekannt, dass der französische Eigentümer Air-Liquide erwägt, sich von Schülke & Mayr mit einem Schätzwert bis zu einer Milliarde Euro zu trennen. Laut eigenen Angaben erwirtschaftet Schülke mit 22 internationalen Niederlassungen und Präsenzen in 100 Ländern einen Jahresumsatz von rund 335 Millionen Euro (Stand: 2019). Im April 2020 erwarb der schwedische Finanzinvestor EQT Schülke komplett. Nach drei Jahren verkaufte EQT das Unternehmen an ein Konsortium unter Führung des Athos Family Office der Familie Strüngmann mit Co-Finanzierung der Bitburger Holding und der BBA Capitalpartners aus München.

## Geschäftsfelder
Produziert werden heute hauptsächlich Desinfektionsmittel für Oberflächen, Instrumente und die Haut. Des Weiteren stellt das Unternehmen Spezialadditive z. B. für die Konservierung von Schmierstoffen, Farben oder Kosmetika her und bietet Forschungs- und Dienstleistungen an.

## Altlastensanierung auf dem ehemaligen Werksgelände in Hamburg-Winterhude

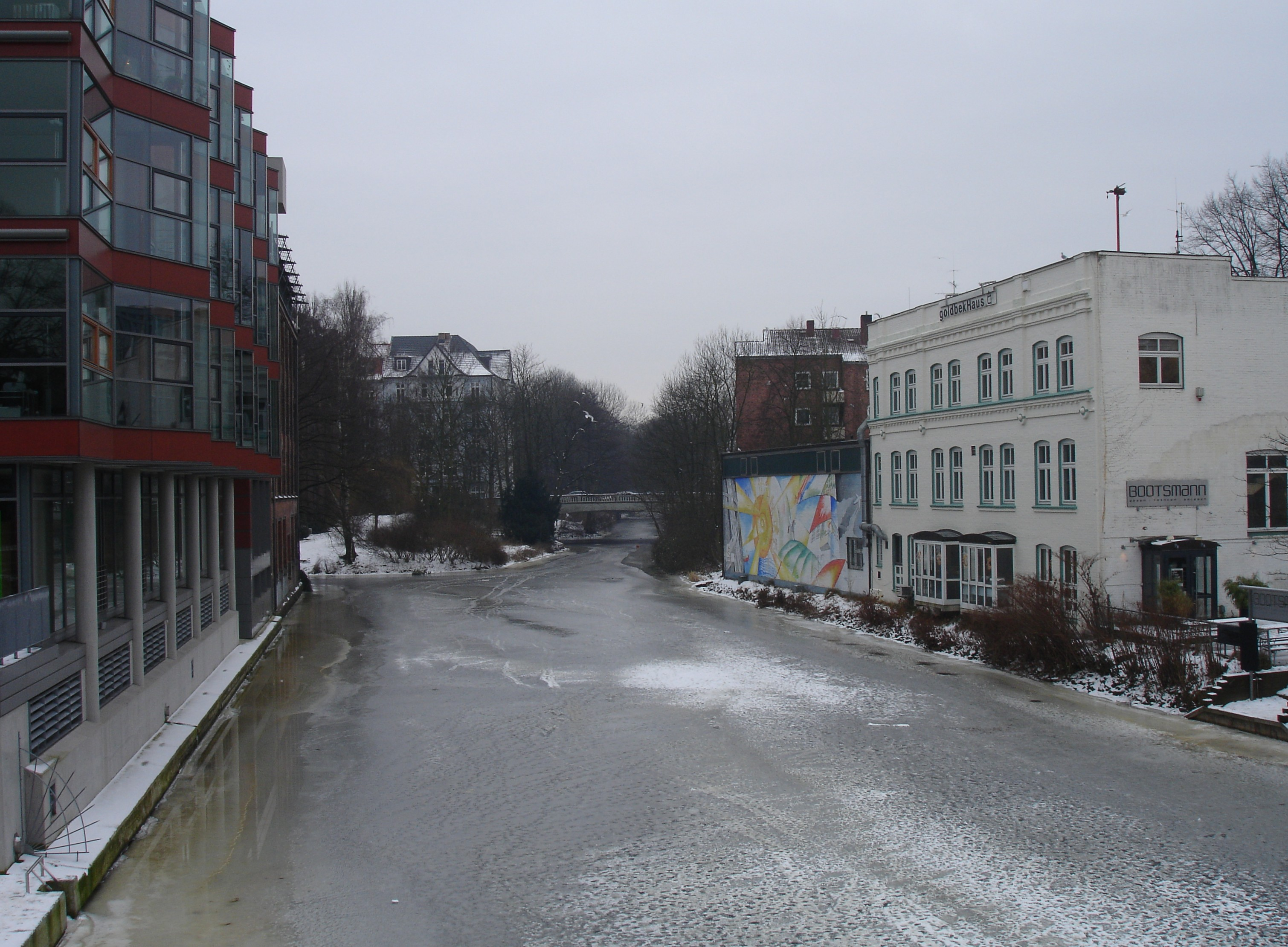
Ehem. Verwaltungsgebäude und Lagerhalle (rechts) am Goldbekkanal, heute Stadtteilkulturzentrum Goldbekhaus

Die ehemaligen Produktionsstätten von Schülke & Mayr in Winterhude am Goldbekkanal wurden 1961 an die Freie und Hansestadt Hamburg unter dem damaligen Bürgermeister Paul Nevermann verkauft. Seit 1981 befindet sich auf dem Firmenareal das Stadtteilkulturzentrum Goldbekhaus. Ab 1984 wurde aufgrund von Geruchsbelästigungen und darauf erfolgten Bodenproben festgestellt, dass der Boden dort Phenole, Kresole und Xylenole in Konzentrationen von bis zu 63.000 mg/kg Trockensubstanz und im Grundwasser bis zu 10.000 µg/l enthielt. In einem modifizierten Soilcrete-Verfahren – zu Lasten der Stadt – wurde 1988 für circa 15 Millionen Euro das kontaminierte Erdreich bis auf eine Tiefe von 19 Metern saniert.

## Trivia
- Die Rudolf-Schülke-Stiftung, gegründet 1972 durch die Schülke & Mayr GmbH und benannt nach Mitbegründer Rudolf Schülke, vergibt alle zwei Jahre den Hygiene-Preis an Wissenschaftler, die besondere Problemlösungen im Bereich der Hygiene, Mikrobiologie und Präventivmedizin erzielt haben.[31]
- 2005 verleiht der Bundesdeutsche Arbeitskreis für Umweltbewusstes Management (B.A.U.M. e. V.) Schülke & Mayr den Mimosa-Preis für einen virtuellen Adventskalender im Intranet, welcher die Mitarbeiter zu Nachhaltigkeit motivieren sollte.[32]
- Ende 2007 gibt Schülke & Mayr sich ein neues Markendesign: Das Mayr fällt weg und das Et-Zeichen wird durch ein mathematisches Plus ersetzt, welches laut Eigenangaben für den Mehrwert steht; der angedeutete Pfeil im Plus soll positive Dynamik symbolisieren.[33]